# Римський карнавал
Римський карнавал op. 9 — концертна увертюра Гектора Берліоза, написана в 1844 році. Увертюра написана на теми опери «Бенвенуто Челліні», що була написана Берлізом в 1838 році, однак не мала успіху.
Твір має тричастинну будову, частини :
- Allegro assai con fuoco, Ля мажор, 6/8 ( = 156) потім 2/4
- Andante sostenuto, 3/4 ( = 52)
- Tempo I. Allegro vivace, Ля мажор, 6/8 зі змінами на  2/4.